# Titularbistum Thimida Regia
Thimida Regia (italienisch Timida Regia) ist ein Titularbistum der römisch-katholischen Kirche.
Es geht zurück auf einen untergegangenen Bischofssitz in der gleichnamigen antiken Stadt, die in der römischen Provinz Africa proconsularis (heute nördliches Tunesien) lag. Der Bischofssitz war der Kirchenprovinz Karthago zugeordnet.
| Titularbischöfe von Thimida Regia |                              |                                                |                   |                    |
| Nr.                               | Name                         | Amt                                            | von               | bis                |
| 1                                 | Thomas Pothacamury           | emeritierter Erzbischof von Bangalore (Indien) | 11. Januar 1968   | 18. Mai 1968       |
| 2                                 | Lucien-Emile Bardonne        | Weihbischof in Rouen (Frankreich)              | 27. Februar 1969  | 16. September 1973 |
| 3                                 | Joseph Hubert Hart           | Weihbischof in Cheyenne (USA)                  | 1. Juli 1976      | 25. April 1978     |
| 4                                 | Jan Walenty Wieczorek        | Weihbischof in Oppeln (Polen)                  | 12. Juni 1981     | 25. März 1992      |
| 5                                 | Dorick McGowan Wright        | Weihbischof in Belize City-Belmopan (Belize)   | 12. Dezember 2001 | 18. November 2006  |
| 6                                 | Florencio Armando Colín Cruz | Weihbischof in Mexiko (Mexiko)                 | 27. November 2008 | 16. Februar 2019   |
| 7                                 | Dominic Nguyễn Tuan Anh      | Weihbischof in Xuân Lộc (Vietnam)              | 24. August 2024   |                    |